# Гразеленбах
Гразеленбах (њем. Grasellenbach) општина је у њемачкој савезној држави Хесен. Једно је од 22 општинска средишта округа Бергштрасе. Према процјени из 2010. у општини је живјело 3.759 становника. Посједује регионалну шифру (AGS) 6431009.

## Географски и демографски подаци
Гразеленбах се налази у савезној држави Хесен у округу Бергштрасе. Општина се налази на надморској висини од 420–570 метара. Површина општине износи 22,9 km². У самом мјесту је, према процјени из 2010. године, живјело 3.759 становника. Просјечна густина становништва износи 164 становника/km².

## Међународна сарадња
| Мјесто | Држава    | Врста сарадње | Од    |
| ------ | --------- | ------------- | ----- |
|        | Француска | партнерство   | 1983. |
| Извор  |           |               |       |